# 长春有轨电车
长春有轨电车是吉林省长春市的有轨电车系统，由日本新京交通株式会社于1940年建造，於1941年11月11日正式通车。目前拥有两条线路，并由长春公交集团电车公司运营。

## 历史

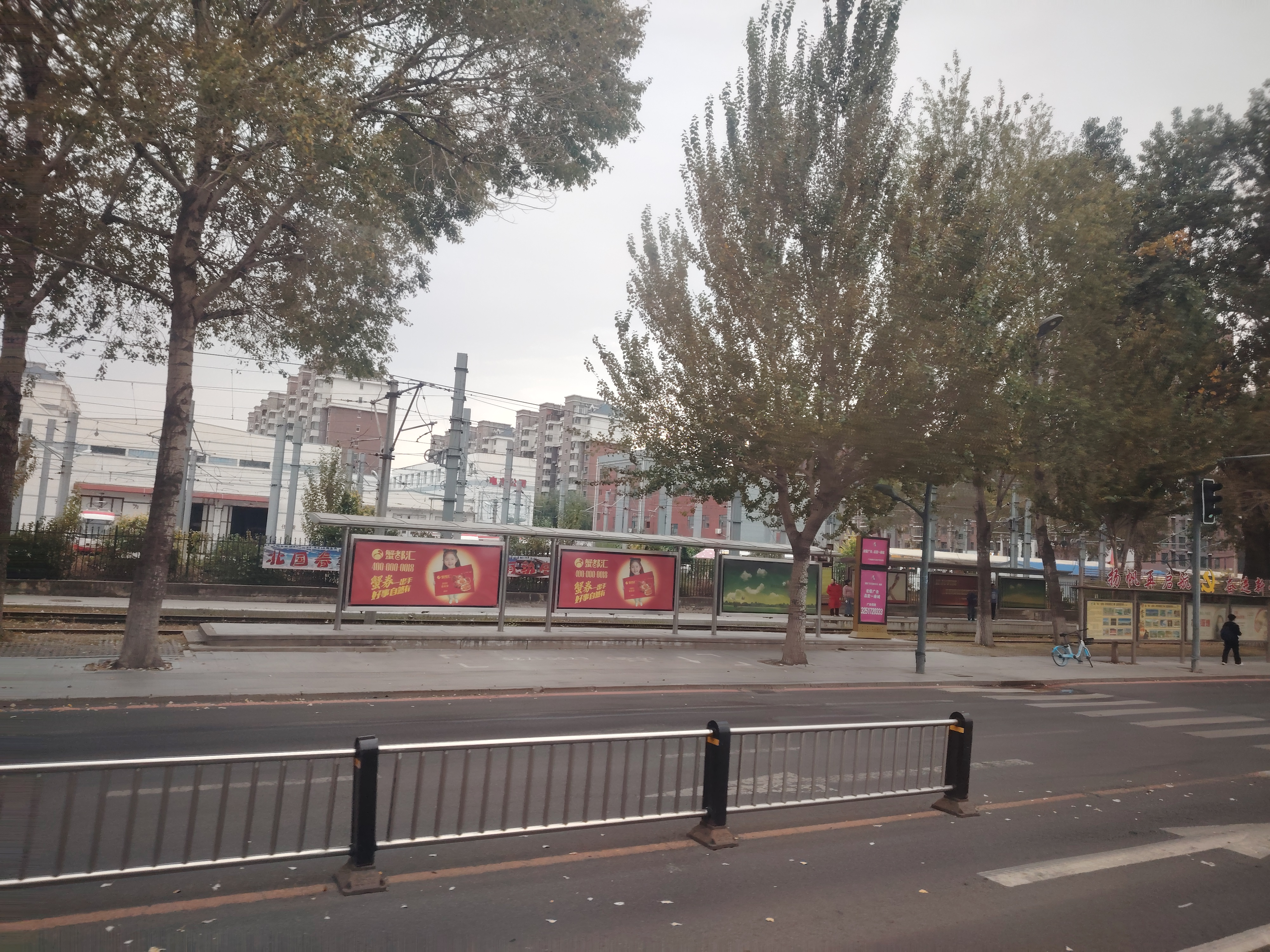
长春电车公司总部及车辆段

### 1949年之前
1941年，长春市人口已达55.5万人，市内公交客运出现紧张局面。“国都建设局”在第二期《国都建设规划》中，已有拟修80公里无轨电车线路和25公里地铁线路的计划，但因物资条件不具备不得不放弃；在当时民用公交汽车与战时军需争油是无法容忍的，而丰满水电站已经开始发电，电力充沛，于是改为购置日本淘汰的有轨电车及钢轨，铺设有轨电车线路。长春的有轨电车于1941年4月1日由新京交通株式会社出资1000万圆满洲国币，购置日本的二手有轨电车及钢轨，于1941年6月施工两条线路，1941年11月1日正式运营。全长13.6公里，运行车辆40辆。
- 第一条线路：“新京驿”(今长春站)——儿玉公园（今胜利公园）——宝山洋行（今二商店）——交通会社(今三马路长春公交公司原办公楼，在七八十年代长期是郊线汽车总站)——丰乐路（今重庆路）——三中井百货（今五商店）——消耗打发组合(今西安大路口的原省革命博物馆)——至圣大路(今自由大路)——洪熙街(今红旗街)。为单线，沿途设会让站。全程11公里设15个站点运行40分钟。
- 第二条线路：消费组合——兴亚街(今建设街)——南新京兴亚广场(今建设广场)——洪熙街

1941年12月开始铺设第三条线路(兴亚街至兴安广场即今西安广场)、第四条线路(洪熙街——满映(今长影)——今宽平大路——七官舍即今抚松路)；1942年9月铺设第五条线路(至圣大路至动植物园)；1943年6月铺设第六条线路(长春火车站至七马路)。在1942年铺设第五条线路的同时，将第二条线路进行调整，改由长春站出发，经白菊町(今白菊路)至兴亚街，再延至抚松路至绿园。经过新建和调整，至1944年，长春市市内有轨电车线路达7条，全长47.90公里，其中有一条是非客运的长春站至高砂町(今铁北二路)的运煤线路，有轨电车陆续增加到72辆。
1946年7月拆除了自由大路至动植物公园段线路，1947年6月拆除了宽平大路至抚松路段线路和长春站至铁北二路的运煤线，共计3.5公里。同时用拆下来的线路器材分别于1946年9月铺设了七马路至东大桥段线路，于1947年6月铺设了三马路至南关段线路，两段线路合计长4公里。1947年，长春市内共开行5条有轨电车线路，日平均上路电车30辆。如下：  
- 1线：长春站经胜利公园、三马路至南关；
- 2线：长春站经白菊路、建设街至红旗街；
- 3线：上海路经西安大路、建设街至大房身飞机场(今和平大路)；
- 4线：长春站经白菊路、建设街至大房身；
- 5线：长春站经七马路至东大桥。

### 1949年以后
1948年10月19日解放军占领长春后，设长春电车厂，统一负责运营市区公共电汽车。于1948年10月30日内恢复了第一条有轨电车线路（长春站至自由大路）运营。至1948年12月31日共修好有轨电车30辆，修复线路运营37公里。到1952年末，有轨电车线路达6条，营运车辆48辆，线路总长度为44.6公里，年客运量达1640万人次。1950年代随着第一汽车制造厂、长春纺织厂等的兴建，在西郊不断扩展线路。1953年铺设了由宽平大桥至汽车厂正门的有轨电车线路，全长6.9公里。1953年10月1日长春电车厂改名为长春市公共交通公司。1955年9月1日，经公共交通公司分为公共汽车公司和电车公司。长春市电车公司有职工564人，设8个行政科室，1个修理厂，1个变电所。营运甲、乙、日勤三个车队，共6条线路全长55.4公里，有58辆有轨电车。至1960年拥有6条线路，总长度为52.63公里，电车88台。由于客流迅速增长，实行“拖车化”运营，1959年至1961年间，电车公司修造拖车24辆，自行制造“长春号”电车1辆，先后投入使用。1960年7月1日电车票价改革，将电车零票票价由分段计价的0.03元、0.05元、0.07元、0.09元、0.11元改为不分段、不分线，乘车一次票价0.04元一直实行到1980年代末；职工月票改为单线线路2元，双线线路3元。1976年长春市区有7条有轨电车线路，有轨电车111辆，无轨电车32辆。到1987年末，有轨线路仅剩3条，长度18.32公里，75台车辆。

### 线路历史
- 1线有轨电车：长春站经胜利公园、三马路、大经路至南关。1960年6月18日开始施工将三马路至南关的有轨电车线路改成无轨电车线路（1路无轨电车），当年7月1日正式通车。1964年10月开始施工此线由南关延至东盛路新架线路2.3公里，1965年9月1日通车，投入京一型无轨电车6辆，上海644型无轨电车两辆。1路无轨电车1970年又延至乐群街。1977年10月1日，1路无轨电车线路由三马路站向北延至长春火车站，由乐群街终点站东延至无轨车库站。1960年7月1日以后1线有轨电车为长春站经三马路、同志街至红旗街。1971年拆除长春站至三马路的有轨电车线路；1972年4月，拆除沿重庆路的三马路站至西安大路站的有轨电车线路，改为无轨电车线路，设2路无轨电车，由长春火车站经三马路至西安大路站，配车9辆。1线有轨电车改为西安大路-同志街-自由大路-工农大路-红旗街-建设街-西安大路的环线。1977年9月2日开工拆除西安大路经自由大路至红旗街的有轨电车线路，改为无轨电车线路，2路无轨电车由西安大路站延伸至红旗街站，当年10月1日通车，投入无轨电车28台运营。1980年代，工农大路从新民广场至红旗街路段，两侧为柏油路面，路中心仍为拳头大的石头固结铺设的硬质路面，原来为有轨电车的路基。1线有轨电车1977年9月后改为红旗街-西安大路-人民广场。1986年6月拆除建设街至人民广场的有轨电车线路，51线有轨电车停运。
- 2线有轨电车：红旗街至一汽正门。1953年7月，红旗街站到宽平大路站的有轨电车线路修复通车，为2线有轨电车，1983年改名为52路。1995年电改汽，路轨被拆除。
- 3线有轨电车：长春站经白菊路、建设街（西安大路）至红旗街，1983年改名为53路。1991年拆除。
- 4线有轨电车：红旗街至和平大路，长7.64公里，25辆车在运行。1969年新建“一站”到和平大路4公里线，开辟了和平大路直抵红旗街的线路，1983年改名为54路。2000年全部更换线路轨道。2012年投资2亿元改建并延长。保留运营至今。
- 5线有轨电车：长春火车站至东大桥。沿途经行南广场、光复广场、伪皇宫。单线运行，沿途设两个错车点。一个错车会让点设在胜利大街东侧、七马路北胡同的拐点上。另一个会让点设在长通路原三五零四厂附近，后于70年代电改汽。
- 6线有轨电车：1971年之前为环线运营，中间不清场，途径长春火车站前的汉口路、煤气公司、白菊路、西安大路、重庆路、大经路、斯大林大街回到汉口路。1971年后为长春火车站经西安大路至和平大路。1983年改名为56路，1986年6月，拆除了51线西安大路至建设街段和56线建设街至和平大路段的有轨电车线路，改建为64路无轨电车。当年7月28日正式通车。线路总长7.76公里，投入SK561GF型无轨电车24辆。1997年64路无轨电车电改汽并转交外商宇南公司。

## 线路列表
| 路号 | 起讫站及营运时间                        | 途经站点 | 票制类别        |
| ---- | --------------------------------------- | --- | --------------- |
| 54路 | 西安大路 5:00~21:00 工农大路 5:05~21:30 | 西安大路－农丰市场－绿园－皓月大路－景阳大路－电车公司－南阳路－创业大街－东风大街－迎春路－宽平大桥－宽平大路－长久路－湖西路－电影厂－工农大路                                             | 一票制，全程2元 |
| 55路 | 长春西站 6:00~19:10 工农大路 6:00~19:50 | 长春西站－站前街－市七十八中学南阳校区－腾跃街－西环城路－祥天街－绿地长春上海城－洛阳街－和平大街－南阳路－创业大街－东风大街－迎春路－宽平大桥－宽平大路－长久路－湖西路－电影厂－工农大路 | 一票制，全程2元 |

## 未来线路
未来长春有轨电车线网由4条线路组成，为一横三纵的棋盘式线网，全长38.16公里。
- 有轨电车1号线：在现有54路有轨电车的基础上，北侧线路向西延伸至迎宾广场，线路向南延伸至南湖广场，与规划长春轨道交通5号线相接，红旗街段的线路可作为1号线支线，线路全长9.96公里。
- 有轨电车2号线：沿西三环走向，途经迎宾广场、青州路、青林路、基隆街、青年路至凯旋路与规划的快速轨道系统中的1号线相接，线路全长8.8公里。
- 有轨电车3号线：沿基隆街、正阳街、创业大街走向，途经西三环路、新月路、花莲路、西安大路、西郊路、景阳大路、汽车贸易城、宽平大路、文明路、越野路、飞跃路至安庆路，线路全长12.9公里。该线路与规划长春轨道交通2号线、长春轨道交通4号线相交。
- 有轨电车4号线：沿西安大路走向，西起大房身机场，东至西安桥，与长春轨道交通3号线相接，线路全长6.5公里。

## 电车车辆
| 型号        | 定员（人） | 自重（吨） | 电机规格 | 投运年份 | 退役年份 | 数量 | 制造厂商                    | 照片 |
| ----------- | ---------- | ---------- | -------- | -------- | -------- | ---- | --------------------------- | ---- |
| 1型         |            |            |          |          |          | 10   | 日本                        |      |
| 11型        |            |            |          |          |          | 3    | 日本                        |      |
| 20型        |            |            |          |          |          | 3    | 日本                        |      |
| 30型        |            |            |          |          | 1974     | 2    | 日本                        |      |
| 40型        |            |            |          |          |          | 7    | 日本                        |      |
| 50型        |            |            |          |          |          | 1    | 日本                        |      |
| 60型        |            |            |          |          |          | 2    | 日本                        |      |
| 70型        |            |            |          |          |          | 5    | 日本                        |      |
| 80型        |            |            |          |          |          | 2    | 日本                        |      |
| 90型        |            |            |          | 1941     | 1995     | 7    | 日本车辆制造                |      |
| 95型        | （货运）   |            |          | 1960     |          |      | 长春电车公司                |      |
| 100型       |            |            |          |          | 1974     | 3    | 日本                        |      |
| 200型       | 94         | 14         | 37kW×2   | 1941     | 2006     | 30   | 日本车辆制造                |      |
| 200型       | 150        | 22         |          | 2015     |          | 2    | 沈阳新阳光机电              |      |
| 300型       | 94         | 14         | 37kW×2   | 1941     | 1986     | 20   | 日本车辆制造                |      |
| 400型       | 94         | 14         | 37kW×2   | 1955     | 1999     | 10   | 大连电车工厂                |      |
| 长春号      |            |            |          | 1958     | 2006     | 1    | 长春电车公司                |      |
| 长春号      |            |            |          | 2017     |          | 1    | 沈阳新阳光机电              |      |
| 411型       |            |            |          | 1960     | 1986     | 9    | 日本车辆制造                |      |
| 500型       | 96         | 14         | 37kW×2   | 1974     | 1995     | 43   | 日本车辆制造/北京电车制配厂 |      |
| 700型       | 120        | 14         | 37kW×2   | 1983     | 2006     | 10   | 大连电车工厂                |      |
| 800型       |            |            | 90kW×4   | 2000     | 2013     | 10   | 湘潭电机厂                  |      |
| SY-YG14-2型 |            |            | 90kW×4   | 2002     |          | 1    | 沈阳新阳光机电              |      |
| DL8000型    | 160        | 19.5       | 37kW×2   | 2006     | 2014     | 17   | 大连电车工厂                |      |
| SY-YG16-2型 | 150        | 22         | 75kW×2   | 2012     |          | 46   | 沈阳新阳光机电              |      |